# Shot Full of Love
Shot Full of Love è il quinto album in studio del cantante statunitense Billy Ray Cyrus, pubblicato nel 1998.

## Tracce
1. How's My World Treatin' You
2. Under the Hood
3. Give My Heart to You
4. Busy Man
5. Shot Full of Love
6. Rock This Planet
7. Missing You
8. Touchy Subject
9. His Shoes
10. Time for Letting Go
11. The American Dream